# 나이벡
나이벡(Nibec Co. Ltd.)은 대한민국의 펩타이드 융합 바이오 기업이다.본사는 충청북도 진천군 이월면 밤디길 116 이월전기전자농공1단지에 위치해 있으며 대표이사는 정종평이다. 사명인 Nibec은 Nano Intelligent Biomedical Engineering Corporation의 약자이다. 먹는 비만치료제를 개발 중에 있다

## 상장
2011년 7월 13일 공모가 10,000원에 상장하였다.

## 참고문헌
1. ↑  나이벡, 노화역전 펩타이드 개발 쾌거 ‘노화세포, 젊은세포 변환 신물질 특허출원’, 팜뉴스, 2023년 12월 7일
2. ↑  정미주, 한국IR협의회 종목분석보고서-나이벡, 2021년 3월 18일
3. ↑  나이벡, 글로벌 제약사향 CDMO 원료물질 공급, SenTV, 2023년 9월 4일
4. ↑  나이벡, ‘먹는 비만치료제’ 개발 개시, 팜뉴스, 2023년 11월 16일